# Alfred Morpurgo

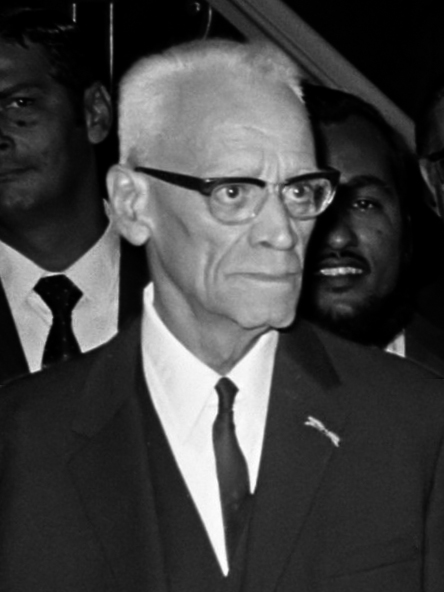
Alfred Morpurgo (1972)

Alfred Johan Morpurgo (Paramaribo, 18 augustus 1899 – aldaar, 5 juni 1973) was een Surinaams journalist en politicus.
Alfred Morpurgo komt uit een geslacht dat zich al enkele generaties lang bezighield met het in Suriname uitgeven van nieuwsbladen en kranten. Zijn vader David Simon Goedman Morpurgo was redacteur van het nieuwsblad Suriname voor hij in op 5 oktober 1908 overleed. Zijn enige in Suriname verblijvende zoon was de toen 9-jarige Alfred. Hierop werd besloten de drukkerij en krant voor het symbolische bedrag van één gulden te verkopen aan Harry J. van Ommeren.
Alfred Morpurgo behaalde een onderwijzersakte maar verliet al snel daarna het onderwijs om de journalistiek in te gaan. Hij begon te werken bij het in 1894 opgerichte katholieke blad De Surinamer met als redacteur de redemptorist A. Verheggen. In 1921 werd Morpurgo daar mederedacteur. In 1942 begon hij een eigen drukkerij waar vanaf 1943 zijn eigen krant Het Nieuws werd gedrukt en wat zou blijven bestaan tot 1960.
Van 1958 tot 1963 was Morpurgo in het kabinet-Emanuels vice-premier en  minister van Onderwijs en Volksontwikkeling namens de katholieke partij Progressieve Surinaamse Volkspartij (PSV).
In 1960 werd begonnen met de bouw van de stuwdam in de rivier de Suriname, wat leidde tot een meer dat nu bekendstaat als het Brokopondostuwmeer. Rond dat jaar schreef Morpurgo een boekje met de titel Brokopondo, een plan en een klank in Suriname.
Minister Pierre Lardinois van Surinaamse en Antilliaanse zaken installeerde op 27 maart 1972 een Koninkrijkscommissie waarvan Morpurgo van de Surinaamse sectie de voorzitter werd. Deze Koninkrijkscommissie hield zich bezig met de staatkundige verhoudingen binnen het Koninkrijk der Nederlanden. Ruim een jaar later overleed hij op 73-jarige leeftijd. 
Zijn in 1924 geboren zoon Leo Morpurgo ging net als zijn vader de journalistiek in en hij was van 1961 tot 1996 hoofdredacteur van De Ware Tijd.